# Misumena maputiyana
Misumena maputiyana là một loài nhện trong họ Thomisidae.
Loài này thuộc chi Misumena. Misumena maputiyana được Alberto Barrion & James A. Litsinger miêu tả năm 1995.